# Stok Narciarski Telegraf w Kielcach
Stok Narciarski Telegraf w Kielcach – ośrodek narciarski położony w Paśmie Dymińskim (Góry Świętokrzyskie), w
Chęcińsko-Kieleckim Parku Krajobrazowym na północnym zboczu wzgórza Telegraf (408 m n.p.m.). Wzgórze i ośrodek znajdują się w administracyjnych granicach Kielc.

## Wyciągi i trasy
Wzdłuż wyciągu orczykowego na szczyt Telegrafu istnieje główna trasa narciarska, w której dolnej części istnieje również trasa dla początkujących.
Trasy:
- główna trasa zjazdowa o długości 500 m, czerwonym stopniu trudności, średnim nachyleniu 16% i szerokości około 60 m. W górnej części trasa jest znacznie bardziej stroma;
- ośla łączka o długości 200 m i średnim nachyleniu 15%, o trudności niebiesko-zielonej[1].

Trasy są oświetlone, naśnieżane (6 armatek) i ratrakowane. Żadna z nich nie jest homologowana przez FIS
Stacja nie jest członkiem Stowarzyszenia Polskie Stacje Narciarskie i Turystyczne.

## Inna infrastruktura
Do dyspozycji narciarzy i snowboardzistów znajdują się również:
- placówka GOPR
- wypożyczalnia nart
- karczma
- wiata grillowa
- lodowisko
- parking.

## Organizowane imprezy
Stok jest miejscem wielu imprez, zajęć sportowych i kulturalnych dla mieszkańców Kielc i okolic. Odbywały się tu m.in.
- zawody rowerowe serii „Cyklofrajda CUP MTB” (2000)
- Mistrzostwa Polski w Kolarstwie Górskim MTB (2001)
- Puchar Gór Świętokrzyskich w Narciarstwie Alpejskim i Snowboardzie (od 2004 roku, wielokrotnie)
- eliminacje IX amatorskich mistrzostw Polski w kolarstwie górskim Kross Family Cup (od 2004 roku, wielokrotnie)
- finał Amatorskich Mistrzostw Polski w kolarstwie górskim (2005)
- eliminacje mistrzostw Polski amatorów w narciarstwie alpejskim i snowboardzie (wielokrotnie).

## Operator
Operatorem ośrodka jest spółka cywilna „Nowy Telegraf” Kozłowski Paweł, Misztal Michał, Misztal Robert z siedzibą przy ul. Narciarskiej 6 w Kielcach, która dzierżawi ten teren od miasta Kielce.

## Historia
Pierwszy wyciąg na górze Telegraf został zainstalowany w latach 70. XX wieku. Miał przepustowość 1000 osób na godzinę. Wyciąg krzesełkowy został uruchomiony 14 stycznia 2012 roku po zdemontowaniu poprzedniego wyciągu. W październiku 2017 roku, po zmianie właściciela, wyciąg krzesełkowy został zdemontowany. W jego miejsce powstały 2 wyciągi talerzykowe.